# Dieta alcalina

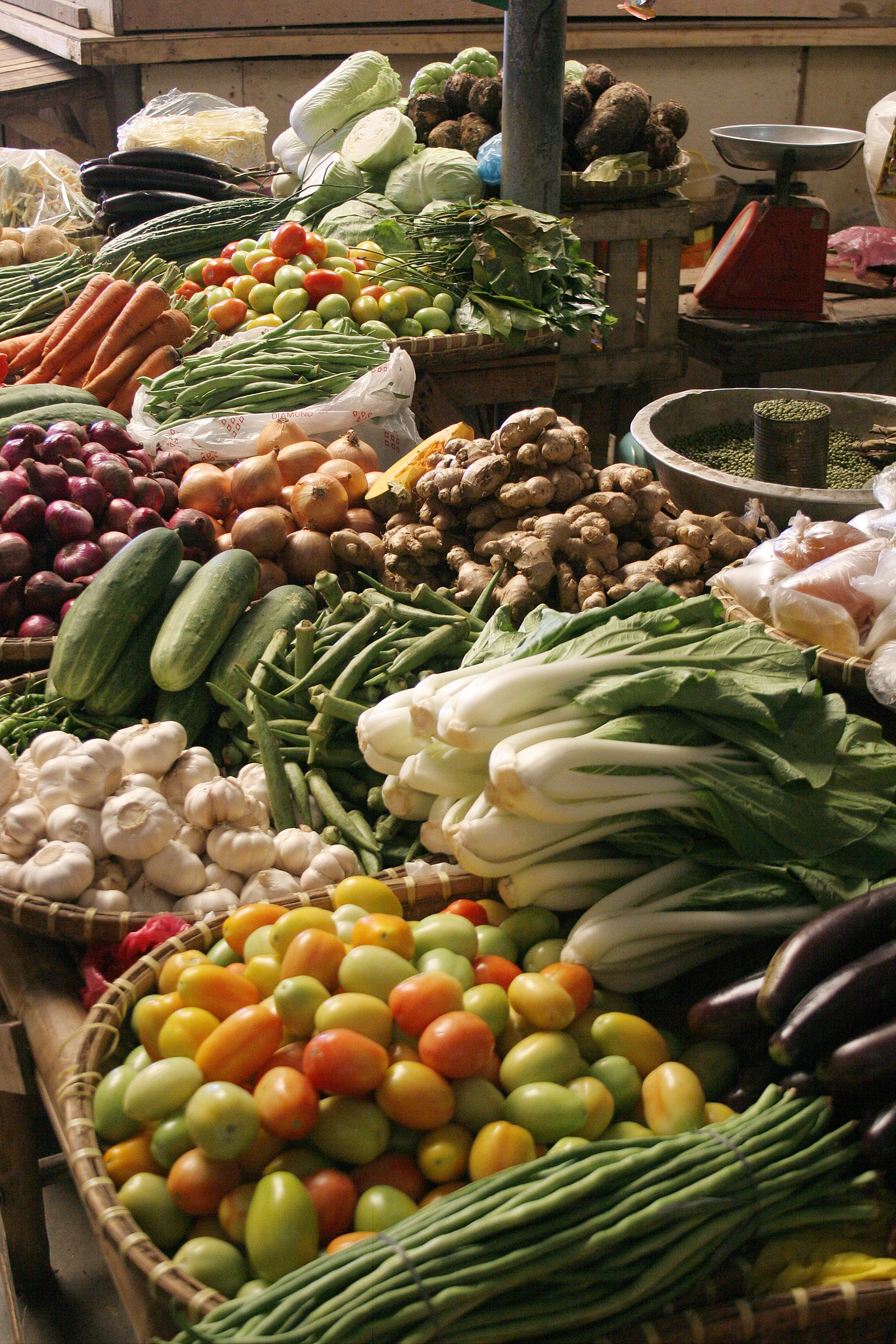
Uma dieta alcalina encoraja o consumo da maioria das frutas e legumes, e omite alimentos como carne, queijo, ovos, e leguminosas.

A dieta alcalina descreve um grupo de dietas que se baseiam na noção equívoca de que o consumo de certos tipos de alimentos podem ter um efeito sobre o equilíbrio do pH corporal. A dieta alcalina teve origem em teorias relacionadas com a pesquisa sobre osteoporose, no entanto, a maioria dos defensores da dieta mantêm a crença incorrecta de que certos alimentos podem afectar a acidez (pH) do corpo e que, portanto, podem ser usados para tratar ou prevenir doenças. Devido à falta de evidência credível que sustente o alegado mecanismo desta dieta, ela não é recomendada por nutricionistas ou outros profissionais de saúde, embora alguns tenham observado que a ingestão de alimentos não processados, como esta dieta preconiza, pode trazer benefícios de saúde incidentais, sem qualquer relação com a acidez corporal.

A dieta alcalina tem sido promovida por profissionais da medicina alternativa, que alegam que esta trata ou previne o cancro, doenças cardiovasculares, baixos níveis de energia, entre outras doenças. O corpo humano tem mecanismos de regulação da homeostase ácido-base que garantem que, em circunstâncias normais, o sangue humano tenha um valor normal de pH entre os 7,35 e os 7,45. Níveis acima de 7,45 são referidos como alcalose e níveis abaixo de 7,35 como acidose, e ambas são condições potencialmente graves: os mecanismos fisiológicos da regulação ácido-base garantem que isso não aconteça. A suposição de que a dieta possa afectar o pH do sangue com a finalidade de tratar uma série de doenças não é suportada pela investigação científica, e é contrária ao conhecimento de fisiologia humana.
Dietas que evitem carnes, aves, queijo, e leguminosas podem ser utilizados para tornar a urina mais alcalina (pH superior). No entanto, a dificuldade em predizer correctamente os efeitos da dieta em cada pessoa levam a que a medicação, em vez da modificação da dieta, seja o método preferível para alterar o pH da urina. Colocou-se em tempos a hipótese do consumo de alimentos ácidos ser um factor de risco para a osteoporose, mas a evidência científica actualmente disponível não sugere que isto seja credível.

## Aspectos médicos
De acordo com a hipótese subjacente a esta dieta, a acidez corporal é aumentada pela carne, aves, queijo, peixe, ovos, e leguminosas. Fruta e legumes (à excepção de algumas, como os arandos ou ameixas) alcalinizam o corpo. Como a designação "ácido" ou "alcalino" é baseada no resíduo após combustão em vez da acidez do alimento, alguns alimentos como os citrinos, que são normalmente considerados ácidos, são considerados alcalinizantes nesta dieta.

## Medicina alternativa
Os profissionais da medicina alternativa que defendem a dieta alcalina promovem-na enquanto tratamento de várias condições médicas, incluindo o cancro. Estas afirmações são promovidas em websites, revistas, livros, e outras vias de informação principalmente dirigidas a leigos. Embora se alegue que esta dieta pode ajudar a ter mais energia, a perder peso, a tratar cancro e doenças cardiovasculares, não existe evidência científica que comprove qualquer uma destas propostas. Esta versão da dieta, para além de evitar carnes e proteínas, também evita alimentos processados, açúcar, farinhas, e cafeína, e também pode envolver regimes de exercício e de suplementação nutricional.

### Evidência científica
Os proponentes da dieta alcalina enquanto forma de medicina alternativa defendem que, uma vez que o pH normal do sangue é ligeiramente alcalino, o que é suposto é que a dieta reflicta isto e também seja alcalina. Defendem ainda que dietas ricas em elementos ácidos levam o corpo a tornar-se ácido, o que fomenta as doenças. Este alegado mecanismo, no qual a dieta consegue alterar significativamente a acidez do sangue, vai contra "tudo o que sabemos sobre a química do corpo humano" e foi qualificada como "mito" numa declaração do Instituto Americano para a Pesquisa sobre o Cancro (American Institute for Cancer Research).  Ao contrário do pH da urina, a evidência mostra que uma dieta selectivamente alcalina não provoca alterações no sangue, nem dá origem aos benefícios clínicos que os seus defensores alegam. Devido aos mecanismos regulatórios normais do corpo humano, que não necessitam dum regime dietético especial para funcionar, uma dieta alcalina consegue apenas, na melhor das hipóteses, alterar o pH do sangue de forma mínima e transitória.
Uma alegação semelhante, por parte dos defensores desta dieta, é a de que o cancro cresce num ambiente ácido, e de que uma dieta alcalina pode modificar o ambiente do corpo de forma a tratar o cancro. Esta afirmação ignora que, embora os tumores cresçam em ambiente ácido, é o cancro que cria esta acidez. É o crescimento rápido das células tumorais que tornam o ambiente ácido, não o ambiente ácido que origina o cancro.  Esta alegação também não tem em conta que é virtualmente impossível fazer com que o ambiente corporal fique "menos ácido". Regimes dietéticos "extremos", como é exemplo a dieta alcalina, apresentam mais riscos do que benefício para doentes com cancro.
Outras virtudes atribuídas a uma dieta alcalina também não têm validação científica. Embora se diga que esta dieta aumenta a "energia" ou trata doenças cardiovasculares, não existem provas científicas que sustentem estas afirmações.  Uma versão da dieta alcalina foi promovida por Robert O. Young como método de perda de peso no seu livro The pH Miracle. De acordo com a Academy of Nutrition and Dietetics, alguns aspectos desta dieta, tais como o foco em comer vegetais folhosos e o exercício, são saudáveis — no entanto, a "teoria obscura" na qual se baseia e o facto de habitualmente recorrer a regimes de jejum intermitente e a suplementos alimentares fazem desta dieta "não um método saudável de perda de peso." Também já foi sugerido que uma dieta ácida possa causar artrite reumatóide ou osteoartrite, e que uma dieta alcalina possa ser usada para tratar estas doenças, mas não existe evidência científica que apoie esta hipótese.
Os defensores da dieta alcalina propõem testar o pH da urina ou da saliva para medir a acidez do corpo e, por conseguinte, o nível de risco para doenças. Contudo, não existe qualquer correlação entre o pH da urina ou da saliva e o do sangue.

## Efeitos adversos
Uma vez que a dieta alcalina exclui certas "famílias" de alimentos, o resultado pode ser um regime alimentar menos equilibrado, ou seja, com deficiências nalguns nutrientes, como os ácidos gordos essenciais e fitonutrientes. Muitos websites e livros que promovem esta dieta estão associados à venda de suplementos alimentares; a suplementação nutricional não deve ser necessária numa alimentação correcta. Esta dieta difícil de gerir, por excluir muitos tipos de alimento.

## História
O papel da dieta e a sua influência na acidez da urina já é estudado há décadas, uma vez que os fisiologistas têm interesse em estudar o papel do rim nos mecanismos regulatórios do corpo humano. Atribui-se classicamente a observação deste fenómeno ao biólogo francês Claude Bernard, que descobriu que quando se alterava o regime alimentar de coelhos de herbívoro (maioritariamente plantas) para carnívoro (maioritariamente carne), a urina passava de alcalina para ácida. Estas observações incentivaram mais investigação relativa às propriedades químicas e acidez dos alimentos após digestão (replicado através de combustão num calorímetro). A hipótese levantada era de que os alimentos, quando metabolizados, deixariam um resíduo ácido ou alcalino no corpo, tal como quando oxidados na combustão.
Investigadores começaram a "refinar" esta hipótese no início do século XX, dando ênfase ao papel das partículas electricamente negativas (aniões) e electricamente positivas (catiões) dos alimentos.  Dietas ricas em aniões cloreto, fosfato, e sulfato diziam-se ser ácidas, ao passo que dietas ricas em catiões potássio, cálcio, e magnésio diziam-se ser alcalinas. Outras investigações mostraram que alimentos específicos, como os arandos e as ameixas tinham efeitos particulares sobre o pH da urina (uma vez que originavam resíduos alcalinos em laboratório, mas continham um ácido orgânico fraco — o ácido hipúrico — que fazia com que a urina ficasse mais ácida ao contrário do esperado).

### Usos históricos
Historicamente, a aplicação médica desta dieta tem-se focado na prevenção do aparecimento recorrente de cálculos renais, bem como na prevenção de infecções urinárias, recorrendo à capacidade desta dieta afectar o pH da urina. Contudo, os métodos analíticos para calcular os efeitos da alimentação no pH urinário não eram (e continuam a não ser) muito precisos devido à dificuldade de avaliar exactamente a composição nutricional de cada refeição ou a taxa de absorção de nutrientes de dada indivíduo, o que levava a que fosse difícil assegurar-se de que a dieta estava efectivamente a fazer efeito. É por este motivo que se recorre preferencialmente a medicação nestas circunstâncias, uma vez que altera o pH da urina de forma mais regular.